# کریم‌آباد (نازلو)
کریم‌آباد روستایی در دهستان نازلوشمالی بخش نازلو شهرستان ارومیه استان آذربایجان غربی ایران است.

## جمعیت
بر پایه سرشماری عمومی نفوس و مسکن در سال ۱۳۹۵ جمعیت این روستا ۴۷۵ نفر (۱۵۹خانوار) بوده‌است.